# اوتو استروو
 اوتو استروو (انگلیسی: Otto Struve؛ ۱۲ اوت ۱۸۹۷ – ۶ آوریل ۱۹۶۳) یک دانشمند در زمینه اخترشناسی اهل ایالات متحده آمریکا بود.